# Cerveza Escudo
La Cerveza Escudo es una cerveza chilena de tipo lager producida por CCU.

## Historia
Escudo fue introducida al mercado en 1942, como alternativa de segmentación con un producto más fuerte y de mayor cuerpo que la Pilsener, la lager líder de CCU, que hasta ese entonces solo estaba acompañada en el portafolio por el producto Malta. Fue el primer producto cervecero etiquetado del país y primer poseedor de un nombre de fantasía protegido por un derecho de autor.
En los años cincuenta y sesenta la marca se posicionó como un producto de calidad, casi con un perfil premium, con el objetivo de neutralizar la percepción generalizada de que la cerveza era el alcohol de los grupos socioeconómicos más bajos.
En los setenta y ochenta, Escudo adoptó una estrategia de posicionamiento que hoy llamaríamos de bonding o vinculación, sustentada por el claim “El sabor de la amistad”, diseñada para enraizar la marca en la clase media chilena, evitando el estigma asociado al blue-collar. La comunicación se dirigió a un rango etario amplio, de 25-35 y 35-45 años.
En la primera mitad de los noventa la marca asumió un rol estratégico de defensa del portafolio frente a la entrada de un nuevo player cervecero (CCh), transformándose en un verdadero “escudo” que desgastó a la competencia, protegiendo así al líder y estándar de la industria: Cerveza Cristal. En 1995 se introduce el leitmotiv: “Más cuerpo, más color, más sabor... Escudo es más cerveza” como elemento comunicador de calidad intrínseca y neutralizador de la idea de marca de descuento que se provocó durante la baja de precios para debilitar a la competencia.
Entre los años 1996 y 1999 Escudo empezó a redirigir su posicionamiento hacia un territorio de imagen más aspiracional y joven (rangos etarios 18-24 y 25-35) como parte de toda una estrategia de búsqueda de valor de marca independiente del precio.
El leitmotiv de la comunicación fue “cosas entretenidas pasan cuando los jóvenes se reúnen en torno a Escudo” y se tomó como ícono visual y símbolo del concepto un conjunto de quitasoles de terraza.
El período 2000-2001 señala el inicio del actual posicionamiento de cerveza potentemente empática y referente del estilo de vida del rango de 18-24 años.
En términos de publicidad emocional y motivacional, Escudo fue la primera cerveza que define su comunicación en forma coherente y consistente, en torno a un “humor irreverente y clever” como código identificador de la autenticidad, liberación y asertividad masculina que identifica y a la vez es altamente aspiracional para nuestros jóvenes. En términos de publicidad racional, la calidad intrínseca del producto (su contenido de alcohol más intenso (5,5º GL) que el promedio del mercado, su promesa real de ofrecer “más cuerpo, más color, más sabor” y su claim “Escudo es más cerveza”), establece el equilibrio perfecto de emoción y razón que logra que la marca genere genuina emoción y profunda lealtad en sus consumidores.